# Weinburg (Niederösterreich)
Weinburg ist eine Gemeinde mit 1409 Einwohnern (Stand 1. Jänner 2025) im Bezirk St. Pölten in Niederösterreich.

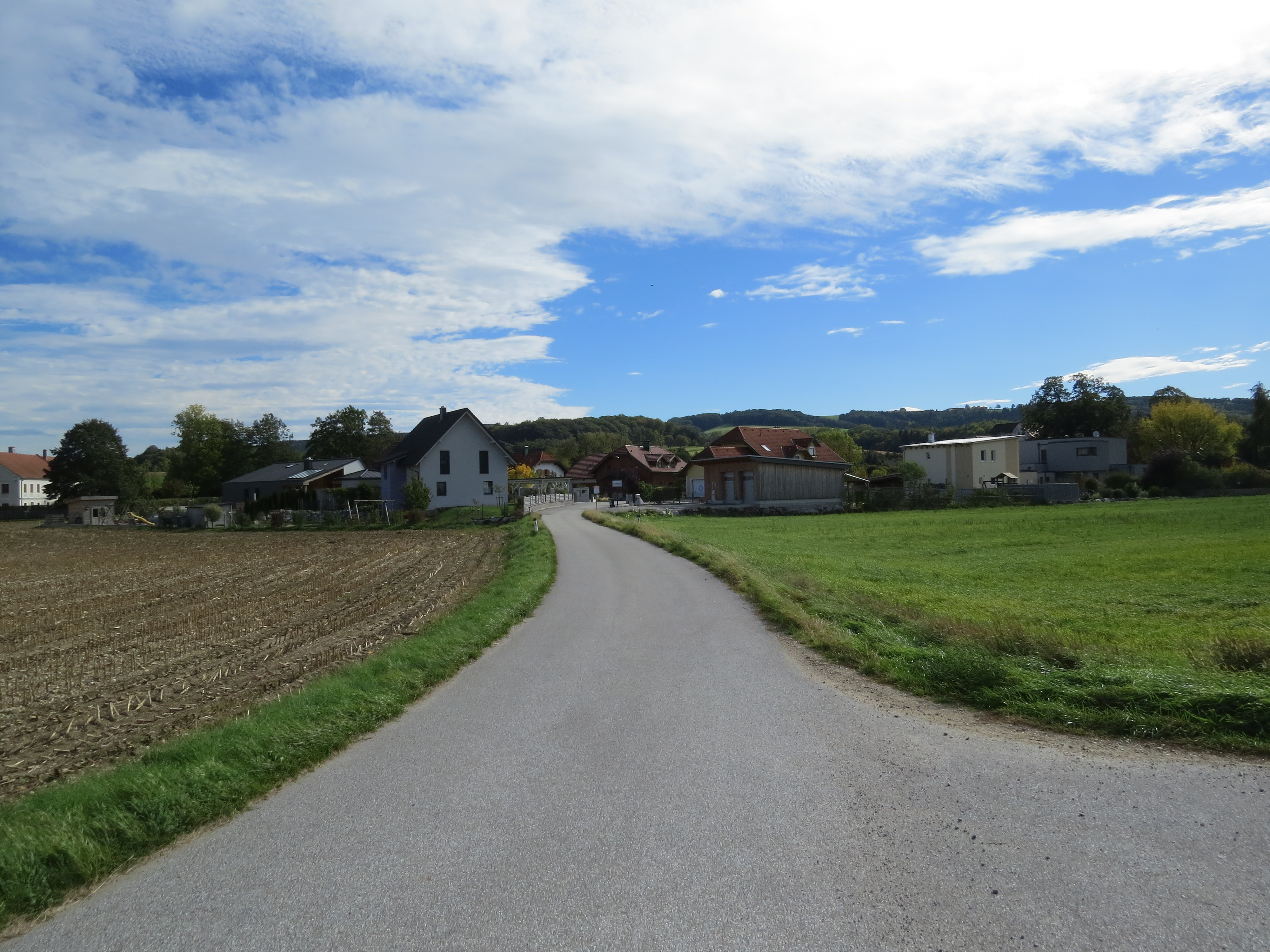
Blick auf den Ortsteil Klangen

## Geografie
Weinburg liegt im Mostviertel in Niederösterreich an der Pielach. Diese fließt in etwa 300 Meter Seehöhe, nach Osten und nach Westen steigt das Land bewaldet auf 400 Meter an. Die Fläche der Gemeinde umfasst rund zehn Quadratkilometer. Davon wird mehr als die Hälfte landwirtschaftlich genutzt, ein Drittel ist bewaldet.

### Gewässer
- Pielach
- Mühlbach
- Weinburgerbach

### Gemeindegliederung
Das Gemeindegebiet umfasst folgende 11 Ortschaften (in Klammern Einwohnerzahl Stand 1. Jänner 2025):
- Dietmannsdorf (283)
- Eck (39)
- Edlitz (43)
- Engelsdorf (14)
- Grub (9)
- Klangen (73)
- Luberg (18) samt Hading
- Mühlhofen (21)
- Oed (32)
- Waasen (83)
- Weinburg (794)

Die Gemeinde besteht aus den Katastralgemeinden Dietmannsdorf, Dürnerhof, Eck, Edlitz, Engelsdorf, Grub bei Weinburg, Klangen, Luberg, Mühlhofen, Oed bei Weinburg, Waasen und Weinburg.

### Nachbargemeinden
|                     | Ober-Grafendorf                             |              |
| Bischofstetten (ME) | Kompassrose, die auf Nachbargemeinden zeigt | Wilhelmsburg |
|                     | Hofstetten-Grünau                           |              |

## Geschichte
Wann das Gebiet von Weinburg erstmals besiedelt wurde, lässt sich nicht feststellen. Vorgeschichtliche Bodenfunde sind nicht bekannt. Es ist aber anzunehmen, dass vor Christi Geburt die Kelten und um Christi Geburt die Römer hier siedelten. Bei den Bauarbeiten an der Kirche fand man einen Römerstein, der aus den Jahren 100 bis 200 n. Chr. stammen dürfte.
Der Römerstein aus dem 2. nachchristlichen Jahrhundert belegt eine frühe Besiedlung. Die erste urkundliche Erwähnung erfolgte 1248, wo mit Capella von Weinperch bereits eine Kirche genannt wird. Der Name stammt vom Weinbau, der damals hier betrieben wurde. Aus Weinperch wurde Weinberg und später Weinburg. Schon 1283 wird Weinburg eine eigenständige Pfarre, der erste Pfarrer war Swikkerus. Die spätere Geschichte ist eng mit der Burg Waasen verbunden. Die Herrschaft der Waasen ist seit 1267 belegt. Später folgte ein Zweig der Familie Auersperg, von denen sieben Personen in der Gruft der Kirche bestattet wurden. Für deren Nachfolger, den Freiherr Georg Anton von Grechtler wurde neben der Kirche eine eigene Gruft errichtet. Die Burg Waasen war 1790 nicht mehr bewohnt und verfiel. Heute sind nur noch wenige Mauerreste vorhanden.
Zwei Ereignisse waren für die weitere Entwicklung Weinburgs maßgeblich: der Bau der Straße von Spratzern über Ober-Grafendorf nach Mainburg durch das Gemeindegebiet und der Bau der Pielachtalbahn bzw. Mariazellerbahn. Die Straße von Spratzern nach Mainburg wurde bereits im Jahre 1782 unter Georg Anton von Grechtler gebaut, der zur damaligen Zeit unter anderem Besitzer der Herrschaften Fridau, Rabenstein und Waasen war. Die Pielachtalbahn wurde gegen Ende des 19. Jahrhunderts gebaut und vorerst nur bis Kirchberg geführt. Obwohl Weinburg bis vor wenigen Jahren keine eigene Haltestelle hatte, war diese Bahn eine wichtige Verbindung Richtung St. Pölten bzw. Kirchberg.
Im Jahre 1912 kauften die Brüder Teich eine alte Mühle, um hier ein Folienwalzwerk, die heutige Constantia Teich zu gründen. Die Energie zum Betreiben der Maschinen hofften sie durch das Wasserrad der Mühle zu gewinnen, bis es ein paar Jahre später durch eine Turbine ersetzt wurde. In den folgenden Jahrzehnten entwickelte sich die Fa. Teich zum größten und wichtigsten Betrieb Weinburgs, der den heutigen Wohlstand der Gemeinde erst richtig möglich machte.

### 2. Weltkrieg bis Amtszeit von Bgm. Königsberger
Nach dem sogenannten Anschluss Österreichs an Nazi-Deutschland (1938) und dem Beginn des Zweiten Weltkrieges (1939) erlebten die Einwohner sehr bald die Auswirkungen dieser Ereignisse. Wieder gab es Essen und andere Dinge nur mehr mit entsprechenden Karten, unliebsame Zeitgenossen wurden von einem Tag auf den anderen nicht mehr gesehen. Auch die Strafen wurden härter. So wurde der 28-jährige Josef Friesenhengst, der 1943 unter anderem aus der Weinburger Pfarrkanzlei eine goldene Monstranz und einen goldenen Kelch gestohlen hatte, wegen mehrfachen Einbruchs zum Tode verurteilt.
Die Kampfhandlungen spürten die Weinburger dann in den Jahren 1944 und 1945. Waren es vorerst „nur“ Luftangriffe, lagen die Weinburger ab Mitte April 1945 auch unter Artilleriefeuer, da die Front bis zum Kriegsende auf den Höhen bei Luberg lag, wovon noch eine Gedenkstätte auf der Straße von Rennersdorf nach Pömmern zeugt.
Eine Gedenktafel am Kirchenplatz weist auf den Weinburger Landwirt Konrad Gerstl hin, der am 13. April 1945 im St. Pöltener Hammerpark hingerichtet wurde. Gerstl hatte an einer Zusammenkunft einer Widerstandsgruppe teilgenommen, die eine kampflose Übergabe der Stadt plante. Nur zwei Tage nach der Exekution wurde St. Pölten durch die Rote Armee befreit.
1974 benannte St. Pölten eine Gasse in Stattersdorf nach Konrad Gerstl.
Die Zeit nach dem Krieg war wie überall eine Zeit der Entbehrungen, aber auch des Wiederaufbaues.
Erster Bürgermeister nach dem Krieg war der Sozialdemokrat Johann Überacker, der 1947/48 wegen seiner unerschütterlichen Haltung zu ehemaligen Nazis „isoliert“ wurde. Über dieses unrühmliche Kapitel der Weinburger Geschichte wurde jahrzehntelang geschwiegen. Die Amtsgeschäfte in dieser Zeit führte großteils Vizebürgermeister Anton Stuphan (ÖVP).
Die ersten freien GR-Wahlen brachten der ÖVP den ersten Platz. Bürgermeister wurde Franz Brocza. Er führte die Pielachregulierung samt Wehrbau durch, und Oed, Edlitz und Eck wurden an das Stromnetz angeschlossen.
Getanzt wurde auch wieder: 1951 wurde im Gasthaus Gansberger ein Lumpenball veranstaltet. Gegen 20.30 Uhr ging jedoch die zum Hause gehörende Scheune in Flammen auf. Für kurze Zeit unterbrach man die Tanzerei. Als keine Gefahr mehr bestand, tanzte man bis in die frühen Morgenstunden weiter.
Im Jahre 1953 gab es wieder ein großes gesellschaftliches Ereignis in Weinburg: Die neuen Glocken der Kirche wurden geweiht. Bei einem feierlichen Zug durch Weinburg wurden diese der Bevölkerung präsentiert.
Bei den Gemeinderatswahlen im Jahre 1960 konnte die SPÖ erstmals die Mehrheit der Stimmen erringen und stellte mit Erich Königsberger den Bürgermeister. Durch seine umsichtige Amtsführung erfreute sich Bürgermeister Königsberger großer Zustimmung in der Bevölkerung, wurde 6-mal wiedergewählt und war 31 Jahre, bis zu seiner Pensionierung 1991, Bürgermeister der Gemeinde Weinburg.

### Amtszeit von Bgm. Königsberger bis Bgm. Kalteis

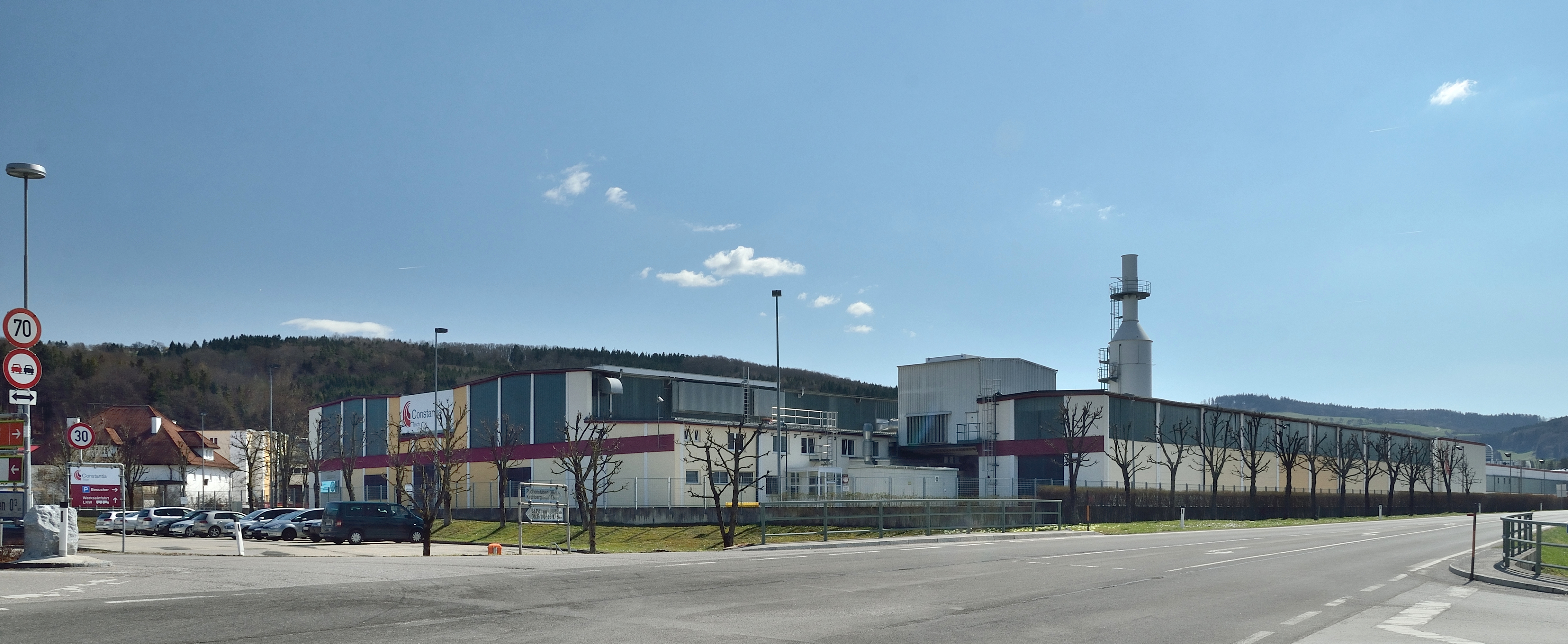
Das Werk der Constantia Teich

In der Amtszeit von Bürgermeister Königsberger veränderte sich die Gemeinde Weinburg sehr positiv. So wurde unter anderem die Wasserversorgungsanlage errichtet, mehrere Wohnhäuser, das Feuerwehrhaus (jetzt Ärztezentrum), das Amtshaus, die Aufbahrungshalle, der Kindergarten, die Sporthalle und die Volksschule gebaut, der Ortskanal mit Anschluss an den Pielach-Sammelkanal errichtet, Gemeindestraßen ausgebaut und eine zeitgemäße Straßenbeleuchtung installiert sowie zahlreiche Sozialleistungen für Familien eingeführt. 1966 wurde das neu errichtete Feuerwehrhaus und die darin untergebrachte Brückenwaage feierlich gesegnet und ihren Bestimmungen übergeben. Ebenfalls im Jahre 1966 wurde mit dem Um- und Neubau des Pfarrheimes begonnen. Am 2. November 1966 wurden im Folienwalzwerk Teich AG die nach dem Großbrand 1964 neu errichteten zwei Hallen eröffnet. 1967 wurde die Wohnungsanlage in der Dr.-Tschadek-Straße 3 und 4 fertiggestellt. Am 18. November konnten 24 Wohnungen an junge Familien übergeben werden. Die feierliche Schlüsselübergabe erfolgte durch LHStv. Otto Tschadek. In den Jahren 1968 und 1969 wurde das Innere der Pfarrkirche renoviert. Am 8. November 1970 wurde Weinburg von der NÖ. Landesregierung das Ortswappen verliehen. Auch die feierliche Schlüsselübergabe an die Mieter des neuen Wohnhauses in der Dr.-Tschadek-Straße 6, fand im Rahmen dieser Feier statt. Somit wurden im Einvernehmen mit der Gemeinnützigen Bau- und Siedlungsgenossenschaft Pielachtal bereits 50 Wohnungen errichtet. 1971 wurde die neue Aufbahrungshalle eröffnet und eingeweiht.
Am 11. Mai 1974 fand die feierliche Eröffnung des Amts- und Kulturhauses statt. 1971 war mit dem Bau begonnen worden. Ende 1973 konnte die bisher in der Volksschule untergebrachte Gemeindekanzlei in das neue Gebäude einziehen. 1977 wurde der Kindergarten in Weinburg eröffnet, der bereits seit September 1976 benützt wurde. Dieser war unter den Pfarrern Wolf und Schröder geplant, jedoch aus den verschiedensten Gründen nicht zur Ausführung gekommen. Am 26. Oktober 1977 wurde eine Filiale der Raiffeisenkasse Ober-Grafendorf offiziell eröffnet, die im Amtsgebäude untergebracht war. Mitte der Achtziger-Jahre übersiedelte die Filiale in Räumlichkeiten des umgebauten Gasthofes Gansberger. 1978 und 1979 brachten eine spürbare Erleichterung des Verkehrsaufkommens für Weinburg. Die neue B 39-Umfahrung wurde fertiggestellt. Nun konnte man von Ober-Grafendorf bis Kammerhof auf der neuen Straße fahren, ohne sich durch die Ortschaften zu quälen. Dadurch wurde natürlich auch die Lebensqualität in Weinburg gesteigert.
Weinburg erlebte am 24. Juni 1979 eines der schwersten Unwetter seiner Geschichte. Gewitter und sintflutartiger Regen verwandelten die Straßen Weinburgs und Dietmannsdorfs in reißende Bäche. Der Reitbach (Graben, der bei Kitzbrecht / Teubel mündet -> Reitfeldgasse) und der Winkelbach (hinter Seeböck / Rebenda zu Maitner) traten innerhalb einer halben Stunde aus den Ufern und überfluteten zahlreiche Keller. Am 23. Oktober 1983 feierte Weinburg sein 700-jähriges Bestehen. Bundespräsident Rudolf Kirchschläger gab den Weinburgern die Ehre seiner Anwesenheit bei dem Festgottesdienst. Am 30. September 1984 wurde die neu errichtete Sporthalle eröffnet und eingeweiht. Mit dem Bau war 1976 begonnen worden. Die Arbeiten wurden bereits Ende 1983 fertiggestellt. Am 13. Oktober 1985 wurde der 100. Geburtstag der Waldkapelle gefeiert.
Ab 1986 wurde mit dem Neubau einer Volksschule begonnen. Dieser wurde notwendig, da die Bevölkerung Weinburgs stetig zugenommen hatte und schon Klassen statt im alten Schulhaus im Amtsgebäude untergebracht waren. Die feierliche Eröffnung war dann im Jahre 1988. Heute befindet sich im ehemaligen Schulhaus das Dorfmuseum, das über die Geschichte der Gemeinde und ihrer Einwohner Auskunft gibt. Am 25. September 1987 feierte die Fa. Teich mit einem großen Festakt ihr 75-jähriges Bestehen. Ehrengäste und Redner waren u. a.: Landeshauptmann Siegfried Ludwig, Nationalratsabgeordneter Josef Taus und Bürgermeister Erich Königsberger.
Am 15. Oktober 1991 ging Bürgermeister Königsberger in Pension, der langjährige Vizebürgermeister Robert Gruberbauer übernahm nun das Amt des Bürgermeisters. Er wurde bei den Gemeinderatswahlen 1995 und 2000 als Kandidat der SPÖ mit großer Mehrheit wiedergewählt und bekleidete dieses 11 Jahre bis zu seiner Pensionierung 2002. Bürgermeister Gruberbauer arbeitete sehr erfolgreich, so wurde in seiner Amtszeit unter anderem die Pielachbrücke neu errichtet, der Kindergarten durch einen Zubau erweitert, die Freizeitanlage gestaltet, eine Wohnhausanlage und das Feuerwehrhaus gebaut, ebenso wurden verschiedene Sozialleistungen weiter verbessert.
Mit der Eröffnung des Feuerwehrhauses am 7. Juli 2002 in der Florianigasse bekam Weinburg eine moderne Einsatzzentrale, die eigentlich für einen Ort dieser Größe ein wenig überdimensioniert schien. Allerdings macht das stetige Wachsen der Firma Constantia Teich es notwendig, dass Weinburg der Expansion der wirtschaftlichen Lebensader des Tales im Sinne des vorbeugenden Brandschutzes Rechnung trägt.

### Amtszeit von Bgm. Kalteis bis Bgm. Strasser
Seit der Pensionierung von Bürgermeister Gruberbauer im Oktober 2002 lenkte Bürgermeister Peter Kalteis die Geschicke der Gemeinde. Bei der Gemeinderatswahl 2005 konnte die sozialdemokratische Partei mit dem Spitzenkandidaten Peter Kalteis die überwältigende Mehrheit von 68,24 % der gültigen Stimmen erreichen. Bürgermeister Kalteis schaffte in seiner Amtszeit bereits Wesentliches für die Gemeinde, so wurde der allseits beliebte Pielachsteg neu errichtet, der Kirchenplatz, das Friedensdenkmal und der Friedhof zeitgemäß gestaltet sowie das Sportmedizinische und Therapeutische Kletterzentrum errichtet. 2018 wurde eine Gemeindepartnerschaft mit Leiblfing in Niederbayern unterzeichnet, die von beiden Seiten aktiv (mit gegenseitigen Besuchen) gelebt wird.

## Bevölkerungsentwicklung
| Weinburg: Einwohnerzahlen von 1869 bis 2025         | Weinburg: Einwohnerzahlen von 1869 bis 2025 | Weinburg: Einwohnerzahlen von 1869 bis 2025 | Weinburg: Einwohnerzahlen von 1869 bis 2025 | Weinburg: Einwohnerzahlen von 1869 bis 2025 |
| --------------------------------------------------- | ------------------------------------------- | ------------------------------------------- | ------------------------------------------- | ------------------------------------------- |
| Jahr                                                |                                             |                                             |                                             | Einwohner                                   |
| 1869                                                | 1869                                        |                                             | 614                                         | 614                                         |
| 1880                                                | 1880                                        |                                             | 587                                         | 587                                         |
| 1890                                                | 1890                                        |                                             | 615                                         | 615                                         |
| 1900                                                | 1900                                        |                                             | 577                                         | 577                                         |
| 1910                                                | 1910                                        |                                             | 598                                         | 598                                         |
| 1923                                                | 1923                                        |                                             | 680                                         | 680                                         |
| 1934                                                | 1934                                        |                                             | 779                                         | 779                                         |
| 1939                                                | 1939                                        |                                             | 696                                         | 696                                         |
| 1951                                                | 1951                                        |                                             | 805                                         | 805                                         |
| 1961                                                | 1961                                        |                                             | 804                                         | 804                                         |
| 1971                                                | 1971                                        |                                             | 1.025                                       | 1.025                                       |
| 1981                                                | 1981                                        |                                             | 1.174                                       | 1.174                                       |
| 1991                                                | 1991                                        |                                             | 1.264                                       | 1.264                                       |
| 2001                                                | 2001                                        |                                             | 1.316                                       | 1.316                                       |
| 2011                                                | 2011                                        |                                             | 1.303                                       | 1.303                                       |
| 2021                                                | 2021                                        |                                             | 1.393                                       | 1.393                                       |
| 2025                                                | 2025                                        |                                             | 1.409                                       | 1.409                                       |
| Quelle(n): Statistik Austria, Gebietsstand 1.1.2021 |                                             |                                             |                                             |                                             |

## Kultur und Sehenswürdigkeiten

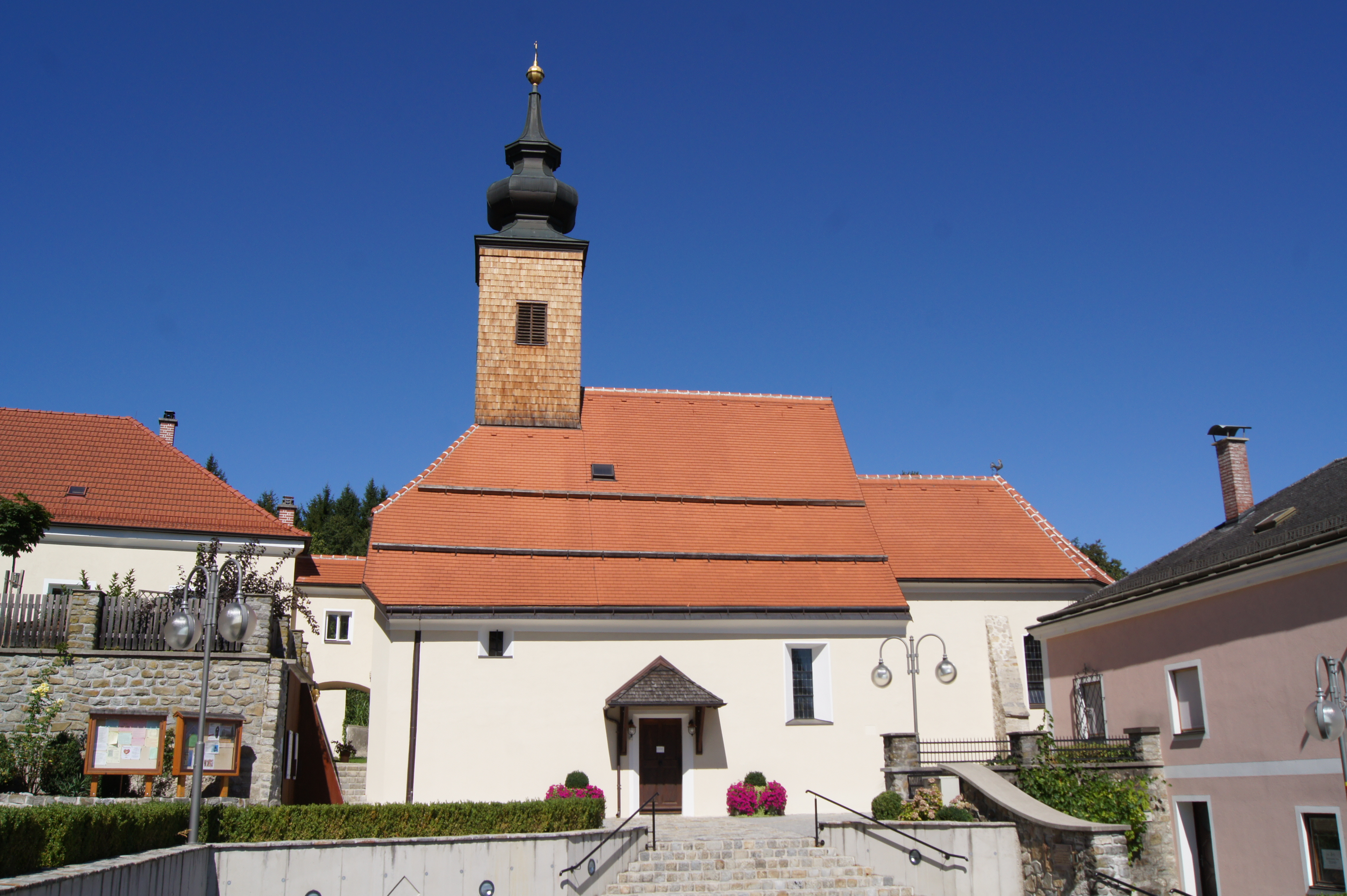
Pfarrkirche Weinburg

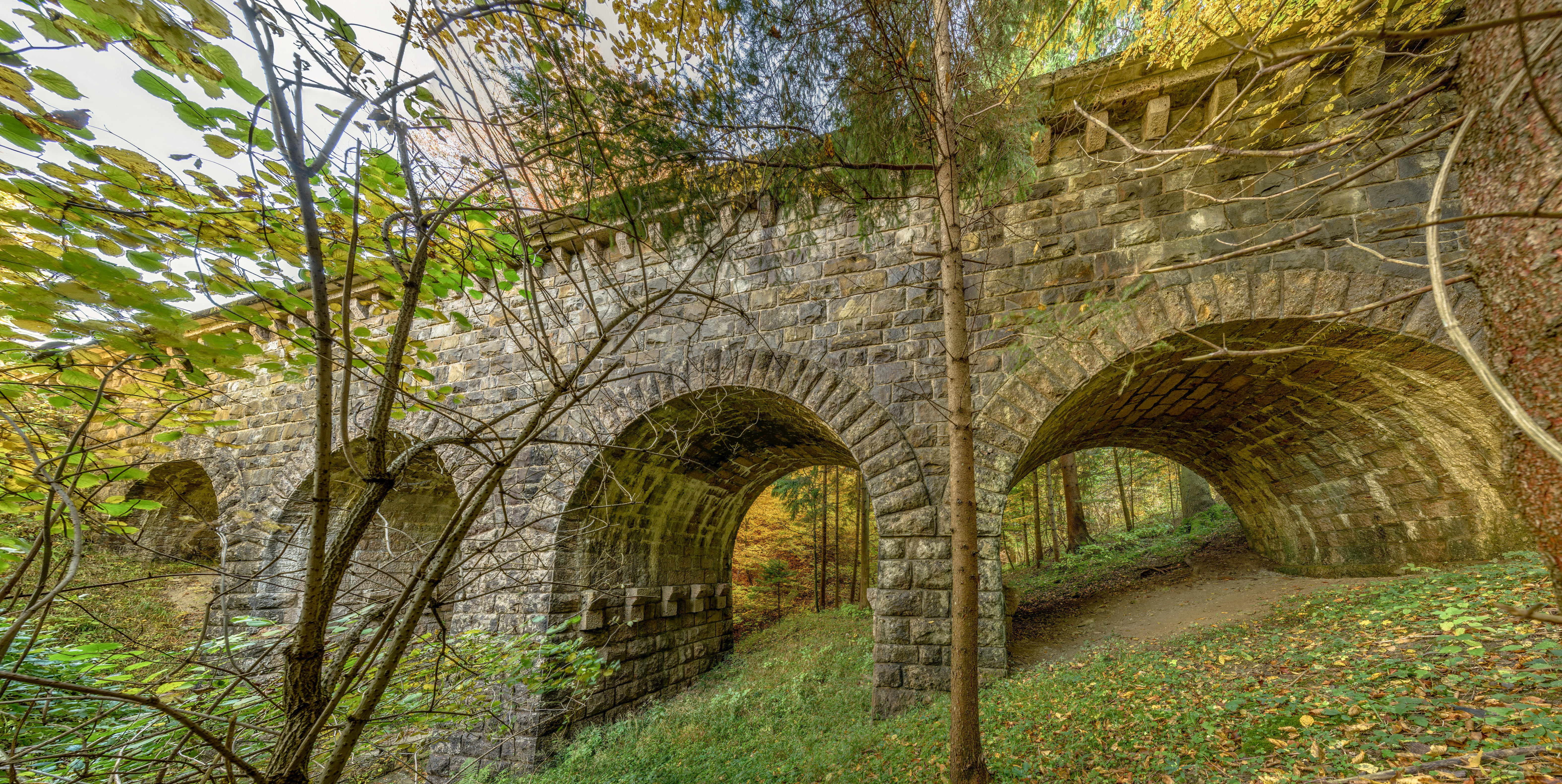
Lubergaquädukt der II. Wiener Hochquellenleitung

- Katholische Pfarrkirche Weinburg hl. Johannes der Täufer
- Waldkapelle Weinburg
- II. Wiener Hochquellenleitung

## Wirtschaft und Infrastruktur

### Wirtschaftssektoren
Von den 31 landwirtschaftlichen Betrieben des Jahres 2010 wurden achtzehn im Haupt-, zwölf im Nebenerwerb und einer von einer juristischen Person geführt. Die Erwerbstätigen des Produktionssektors arbeiteten zu beinahe 100 Prozent im Bereich Herstellung von Waren. Die wichtigsten Arbeitgeber im Dienstleistungssektor waren die Bereiche soziale und öffentliche Dienste (43) und der Handel (26 Erwerbstätige).
| Wirtschaftssektor            | Anzahl Betriebe | Anzahl Betriebe | Erwerbstätige | Erwerbstätige |
| Wirtschaftssektor            | 2011            | 2001            | 2011          | 2001          |
| ---------------------------- | --------------- | --------------- | ------------- | ------------- |
| Land- und Forstwirtschaft 1) | 31              | 35              | 20            | 23            |
| Produktion                   | 10              | 10              | 890           | 761           |
| Dienstleistung               | 42              | 19              | 92            | 48            |

1) Betriebe mit Fläche in den Jahren 2010 und 1999
| Das bedeutendste ansässige Unternehmen ist die Constantia Teich GmbH. Im Jahr 2011 lebten 657 Erwerbstätige in Weinburg. Davon arbeiteten 179 in der Gemeinde, 478 pendelten aus. Dafür kamen 823 Menschen aus der Umgebung zur Arbeit nach Weinburg. | Die zur Anzeige dieser Grafik verwendete Erweiterung wurde dauerhaft deaktiviert. Wir arbeiten aktuell daran, diese und weitere betroffene Grafiken auf ein neues Format umzustellen. (Mehr dazu) |

## Öffentliche Einrichtungen
In Weinburg befindet sich ein Kindergarten und eine Volksschule. Seit 2022 wird der stillgelegte Waggon am Bahnhof Klangen wiederhergerichtet und dient nun als Jugendraum, der vom Verein JLW (Streetwork Pielachtal) betreut und dabei von der Gemeinde Weinburg unterstützt wird.

### Verkehr
Straßen
- Mariazeller Straße (L5006)

- Pielachtal Straße (B39)

Bahnen
- Mariazellerbahn: 2,5 km durch die Gemeinde. Haltepunkte: Weinburg, Klangen

Bus-Linien
Durch den Ort fährt von Montag bis Freitag die Linie 689 von Rennersdorf nach Ober-Grafendorf Bahnhof, allerdings nur zwei oder drei Mal täglich.

### Vereine und Organisationen
- Bauernbund Ortsgruppe Weinburg
- Elternverein Weinburg
- Freiwillige Feuerwehr Weinburg
- Klub für Kunst u. Technik Weinburg
- Landjugend Weinburg
- Naturfreunde Weinburg
- NÖ Volkshilfe – Ortsgruppe Weinburg
- ÖVP Weinburg
- Pensionistenverband Ortsgruppe Weinburg
- Pielachtaler Sportfischerei
- SPÖ Weinburg
- SV-Folie Teich Weinburg

## Politik

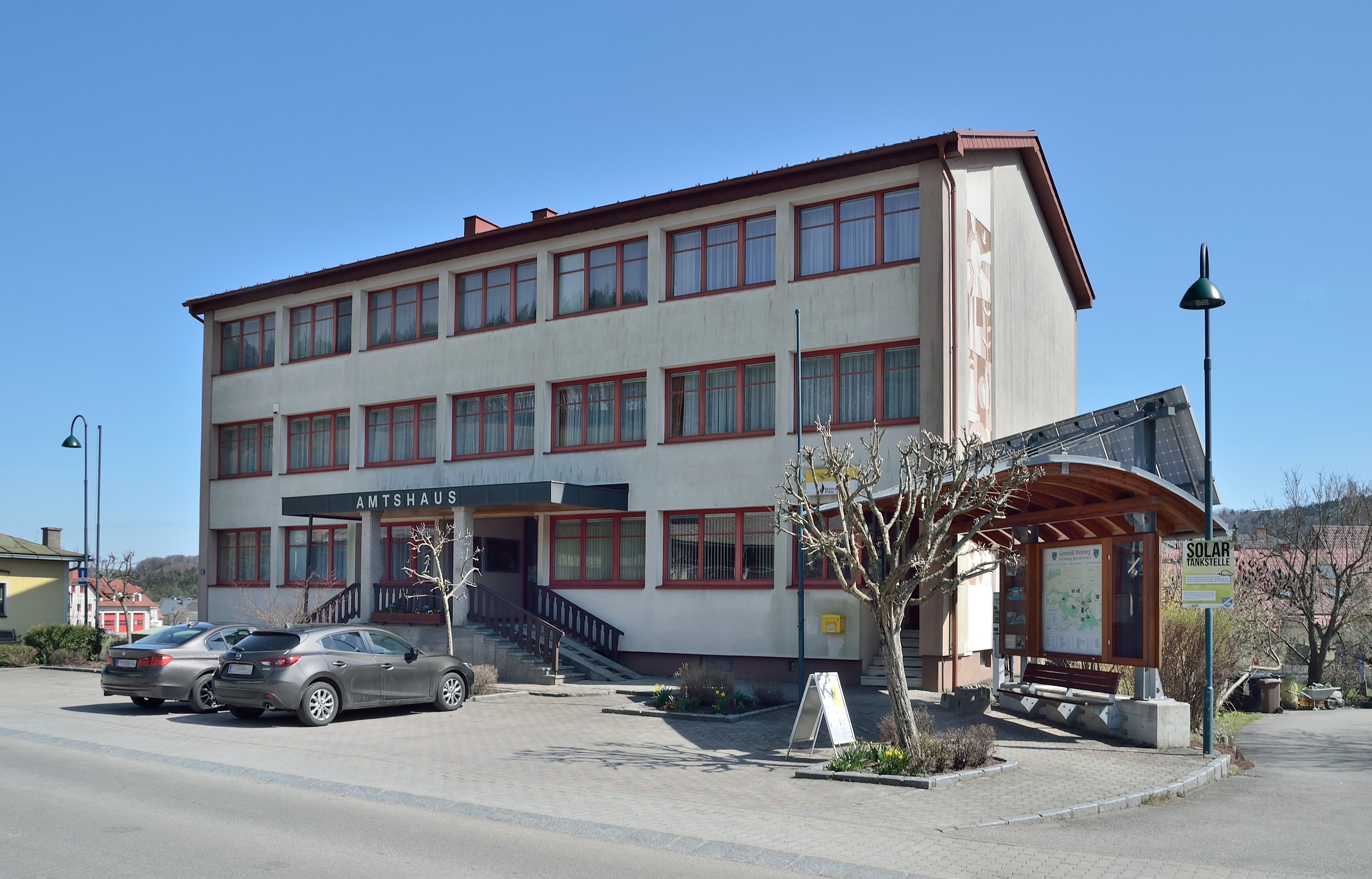
Gemeindeamt Weinburg

### Gemeinderat
Im Gemeinderat gibt es nach der Gemeinderatswahl 2020 bei insgesamt 19 Sitzen folgende Mandatsverteilung: ÖVP 7, SPÖ 11, FPÖ 1.
| Partei | 2020    | 2020    | 2015  | 2015    | 2010  | 2010    | 2005  | 2005    |
| Partei | Prozent | Mandate | %     | Mandate | %     | Mandate | %     | Mandate |
| ------ | ------- | ------- | ----- | ------- | ----- | ------- | ----- | ------- |
| SPÖ    | 57,34   | 11      | 59,51 | 12      | 53,28 | 10      | 68,24 | 14      |
| ÖVP    | 37,49   | 7       | 31,69 | 6       | 34,36 | 7       | 27,16 | 5       |
| FPÖ    | 5,17    | 1       | 8,81  | 1       | 12,37 | 2       | 4,60  | 0       |

### Bürgermeister
Der Begriff Bürgermeister gab es ab 1850. Zwischen 1850 und 2023 hatte Weinburg insgesamt 20 Bürgermeister. Leopold Reichel (* 19. September 1842; † 24. August 1930) und Erich Königsberger (* 11. Juli 1928; † 23. Juli 2016) halten mit einer Amtszeit von jeweils 31 Jahren gemeinsam den Rekord.
- ab 1850: Georg Winter
- um 1860: Karl Teufl
- 1865 – 1867: Johann Kraus
- 1867 – 1879: Sebastian Lobinger
- 1879 – 1888: Johann Kraus
- 1888 – 1919: Leopold Reichel (gen. Reichli) [längstamtierender Bürgermeister Weinburgs – 31 Jahre]
- 1919 – 27.2.1921: Franz Brocza (CS)
- 29.6.1921 – 4.4.1923: Anton Pratl (parteilos)
- 4.4.1923 – 30.11.1929: Ludwig Kohlreiter (CS)
- 30.11.1929 – 13.2.1933: Felizian Gabriel (Vereinige Wirtschaftspartei)
- 26.3.1933 – 18.2.1935: Leopold Gansberger
- 10.3.1935 – 14.3.1938: Hubert Schuhmeier
- 14.3.1938 – 17.3.1938: Rudolf Königsberger (NSDAP), provisorischer Bürgermeister
- 17.3.1938 – 26.5.1938: Leopold Gansberger, provisorischer Bürgermeister
- 16.5.1938 – 1.4.1939: Rudolf Königsberger (NSDAP), provisorischer Bürgermeister
- 1.4.1939 – 14.5.1945: Franz Waschhofer (NSDAP)
- 14.5.1945 – 23.12.1945: Johann Überacker (SPÖ) provisorischer Bürgermeister
- 23.12.1945 – 15.5.1948: Johann Überacker (SPÖ) --> durch Vereinbarung der Obmänner der politischen Parteien
- 15.5.1948 – 30.4.1960: Franz Brocza (ÖVP)
- 30.04.1960 – 15.10.1991: Erich Königsberger (SPÖ) [längstamtierender Bürgermeister Weinburgs – 31 Jahre]
- 15.10.1991 – 24.10.2002: Robert Gruberbauer (SPÖ)
- 24.10.2002 – 20.03.2023: Peter Kalteis (SPÖ)
- seit 21.03.2023: Michael Strasser (SPÖ)[14]

### Wappen
Der Gemeinde wurde 1970 das Ortswappen verliehen.

## Persönlichkeiten

### Ehrenbürger
- Gerald Hummer, Managing Director der Constantia Teich
- Jan Homan, Manager
- Peter Kalteis, Bürgermeister von Weinburg (2002–2023)
- Christine Kerschner (geborene Haiden, * 24. Oktober 1952 in Kleinschollach), Vizebürgermeisterin von Weinburg (2003–2018)
- Karl Krach (1936–2018), 40 Jahre lang Gemeinderat
- Johannes Oppolzer (1931–2023), Ehrenprälat und Pfarrer von Weinburg von 1993 bis 2001
- Alfred Rammler
- Gerald Zechmeister (1943–8.11.2021)

### Künstler
- Heinz Trutschnig (* 1964 in Kötschach-Mauthen), Surrealist, lebt in Weinburg[16]